# Hachem (distrito)
Hachem é um distrito localizado na província de Mascara, Argélia, e cuja capital é a cidade de mesmo nome, Hachem. A população total do distrito era de 36 622 habitantes, em 2008.[carece de fontes?]

## Comunas
O distrito é composto por três comunas:
- Hachem
- Zelmata
- Nesmoth